# Lijst van olympische records schietsport
Deze pagina bevat de lijst van de olympische records in de schietsport.

## Mannen
| Onderdeel                      | Onderdeel    | Score  | Schutter | Schutter                       | Spelen                       |
| ------------------------------ | ------------ | ------ | -------- | ------------------------------ | ---------------------------- |
| 50 meter geweer, drie posities | Kwalificatie | 1177   | SLO      | Rajmond Debevec                | 2000 - Sydney                |
| 50 meter geweer, drie posities | Finale       | 1275.1 | SLO      | Rajmond Debevec                | 2000 - Sydney                |
| 50 meter geweer                | Kwalificatie | 600    | GER      | Christian Klees                | 1996 - Atlanta               |
| 50 meter geweer                | Finale       | 704.8  | GER      | Christian Klees                | 1996 - Atlanta               |
| 10 meter luchtgeweer           | Kwalificatie | 599    | CHN      | Zhu Qinan                      | 2004 - Athene                |
| 10 meter luchtgeweer           | Finale       | 702.7  | CHN      | Zhu Qinan                      | 2004 - Athene                |
| 50 meter pistool               | Kwalificatie | 581    | URS      | Aleksandr Melentjev            | 1980 - Moskou                |
| 50 meter pistool               | Finale       | 666.4  | RUS      | Boris Kokorev                  | 1996 - Atlanta               |
| 25 meter snelvuurpistool       | Kwalificatie | 583    | USA      | Keith Sanderson                | 2008 - Peking                |
| 25 meter snelvuurpistool       | Finale       | 780.2  | UKR      | Oleksandr Petriv               | 2008 - Peking                |
| 10 meter luchtpistool          | Kwalificatie | 591    | RUS      | Michail Nestroejev             | 2004 - Athene                |
| 10 meter luchtpistool          | Finale       | 690.0  | CHN      | Wang Yifu                      | 2004 - Athene                |
| Trap                           | Kwalificatie | 124    | AUS RUS  | Michael Diamond Aleksei Alipov | 1996 - Atlanta 2004 - Athene |
| Trap                           | Finale       | 146    | CZE      | David Kostelecký               | 2008 - Peking                |
| Dubbeltrap                     | Kwalificatie | 145    | USA      | Walton Eller                   | 2008 - Peking                |
| Dubbeltrap                     | Finale       | 190    | USA      | Walton Eller                   | 2008 - Peking                |
| Skeet                          | Kwalificatie | 121    | USA      | Vincent Hancock                | 2008 - Peking                |
| Skeet                          | Finale       | 145    | USA NOR  | Vincent Hancock Tore Brovold   | 2008 - Peking                |

## Vrouwen
| Onderdeel                      | Onderdeel    | Score | Schutter | Schutter                    | Spelen                       |
| ------------------------------ | ------------ | ----- | -------- | --------------------------- | ---------------------------- |
| 50 meter geweer, drie posities | Kwalificatie | 589   | POL CHN  | Renata Mauer Du Li          | 1996 - Atlanta 2008 - Peking |
| 50 meter geweer, drie posities | Finale       | 690.3 | CHN      | Du Li                       | 2008 - Peking                |
| 10 meter luchtgeweer           | Kwalificatie | 400   | CZE      | Kateřina Emmons             | 2008 - Peking                |
| 10 meter luchtgeweer           | Finale       | 503.5 | CZE      | Kateřina Emmons             | 2008 - Peking                |
| 25 meter pistool               | Kwalificatie | 590   | CHN MGL  | Tao Luna Otryadyn Gündegmaa | 2000 - Sydney 2008 - Peking  |
| 25 meter pistool               | Finale       | 793.4 | CHN      | Chen Ying                   | 2008 - Peking                |
| 10 meter luchtpistool          | Kwalificatie | 391   | RUS      | Natalia Paderina            | 2008 - Peking                |
| 10 meter luchtpistool          | Finale       | 492.3 | CHN      | Guo Wenjun                  | 2008 - Peking                |
| Trap                           | Kwalificatie | 71    | LTU      | Daina Gudzinevičiūtė        | 2000 - Sydney                |
| Trap                           | Finale       | 91    | FIN      | Satu Mäkelä-Nummela         | 2008 - Peking                |
| Skeet                          | Kwalificatie | 72    | ITA      | Chiara Cainero              | 2008 - Peking                |
| Skeet                          | Finale       | 93    | ITA      | Chiara Cainero              | 2008 - Peking                |